# Prats de Carluç
Prats de Carluç (en francès Prats-de-Carlux) és un municipi francès situat al departament de la Dordonya i a la regió de la Nova Aquitània.

## Demografia
| 1962                                       | 1968 | 1975 | 1982 | 1990 | 1999 | 2007 |
| ------------------------------------------ | ---- | ---- | ---- | ---- | ---- | ---- |
| 356                                        | 354  | 323  | 437  | 420  | 421  | 506  |
| Des de 1962: població sense dobles comptes |      |      |      |      |      |      |

## Administració
| Període   | Identitat                | Partit |
| --------- | ------------------------ | ------ |
| 1983-2008 | André Doursat            |        |
| 2008-     | Josiane Dupin-Clavaguera |        |